# Championnat de France de football de deuxième division 1968-1969
Navigation
Division Interrégionale 1967-1968 Division Interrégionale 1969-1970
Le Championnat de France de football D2 1968-1969 avec une poule unique de 21 clubs, voit l’attribution du titre au SCO Angers, qui accède à la première division en compagnie de l’AS Angoulême. À la suite de la relégation de cinq équipes en division amateur compensée par la relégation de deux clubs de division 1, la deuxième division ne sera composée que de 16 clubs la saison suivante.
(Ce championnat est un peu particulier à cause de l’attribution d’un point de bonus attribué à chaque équipe qui marquera plus de trois buts par match en vue de rendre le championnat plus attrayant sur le plan offensif.)

## Les 21 clubs participants
| - AS Aix - Gazélec Ajaccio - SCO Angers - AS Angoulême - Olympique avignonnais - RCFC Besançon - AS Béziers - US Boulogne - AS Cannes - ECAC Chaumont - US Dunkerque | - FC Grenoble - Bataillon de Joinville - RC Lens - Lille OSC - Limoges FC - FC Lorient - SO Montpellier - AS Nancy-Lorraine - Stade de Reims - SC Toulon |

## Classement final
| #  | Club                   | Joués | V  | N  | D  | bp:bc  | +/- | Bonus | Points |
| -- | ---------------------- | ----- | -- | -- | -- | ------ | --- | ----- | ------ |
| 1  | SCO Angers             | 40    | 29 | 7  | 4  | 128-45 | +83 | +21   | 86     |
| 2  | AS Angoulême           | 40    | 24 | 12 | 2  | 112-44 | +68 | +16   | 76     |
| 3  | AS Nancy-Lorraine      | 40    | 19 | 11 | 10 | 67-47  | +20 | +13   | 60     |
| 4  | Limoges FC             | 40    | 20 | 11 | 9  | 67-58  | +9  | +9    | 59     |
| 5  | SC Toulon              | 40    | 19 | 9  | 12 | 65-52  | +13 | +9    | 56     |
| 6  | AS Aix                 | 40    | 17 | 10 | 13 | 63-63  | 0   | +10   | 54     |
| 7  | RC Lens                | 40    | 15 | 13 | 12 | 73-48  | +25 | +10   | 53     |
| 8  | Stade de Reims         | 40    | 19 | 6  | 15 | 65-46  | +19 | +9    | 53     |
| 9  | FC Grenoble            | 40    | 15 | 13 | 12 | 64-60  | +4  | +8    | 52     |
| 10 | Gazélec Ajaccio        | 40    | 15 | 8  | 17 | 63-62  | +1  | +13   | 51     |
| 11 | FC Lorient             | 40    | 17 | 8  | 15 | 61-61  | 0   | +8    | 50     |
| 12 | Olympique avignonnais  | 40    | 15 | 12 | 13 | 56-53  | +3  | +7    | 49     |
| 13 | Lille OSC              | 40    | 14 | 14 | 12 | 56-51  | +5  | +6    | 48     |
| 14 | AS Cannes              | 40    | 15 | 12 | 13 | 65-59  | +6  | +5    | 47     |
| 15 | ECAC Chaumont          | 40    | 13 | 8  | 19 | 70-79  | -9  | +10   | 44     |
| 16 | Olympique Dunkerque    | 40    | 14 | 5  | 21 | 49-64  | -15 | +6    | 39     |
| 17 | SO Montpellier         | 40    | 12 | 9  | 19 | 42-60  | -18 | +2    | 35     |
| 18 | AS Béziers             | 40    | 11 | 5  | 24 | 48-82  | -34 | +7    | 34     |
| 19 | Bataillon de Joinville | 40    | 8  | 12 | 20 | 41-86  | -45 | +2    | 30     |
| 20 | RCFC Besançon          | 40    | 4  | 11 | 25 | 53-126 | -73 | +7    | 26     |
| 21 | US Boulogne            | 40    | 5  | 7  | 28 | 34-96  | -62 | +2    | 20     |

# position ; V victoires ; N match nuls ; D défaites ; bp:bc buts pour et buts contre
- Statut spécial militaire
- Équipe professionnelle dissoute

 Victoire à 2 points

## Les champions de France
- René Gallina[1]
- Pierre Bourdel
- Jacques Mouilleron
- Zygmunt Chlosta[2]
- Michel Stievenard[3]
- Daniel Perreau[4]
- Albert Poli
- Jean Deloffre[5]
- Michel Margottin[6]
- Claude Dubaele[7]
- Jean-Pierre Dogliani
- Yvan Roy[8]

## À l’issue de ce championnat
- Le SCO Angers et l’AS Angoulême sont promus en championnat de première division.
- Équipes reléguées de la première division : l’AS Monaco et l’OGC Nice.
- Les équipes de LOSC Lille Métropole, du RC Lens, de l’ECAC Chaumont, de l’AS Béziers et de SO Montpellier sont dissoutes et quittent donc, la deuxième division.
- Équipe autorisée à participer au Championnat de deuxième division : Paris-Neuilly

## Barrages
La formule du barrage change et le 17e de la division 1 affronte le 2e de la division 2 par matches "aller et retour".
- Barrage D1-D2 : AS Monaco (D1) - AS Angoulême (D2) 2-1 / 0-1 / 0-2

(Comme il y a eu égalité à l'issue des matches "aller et retour", un match d'appui est organisé au parc des Princes, à Paris)